# Juan Burgueño
Artikeln följer den spanska namnseden; faderns efternamn är Burgueño och moderns efternamn Pereira.
Juan Burgueño Pereira, född 4 februari 1923, död 21 september 1997, var en uruguayansk fotbollsspelare. Han deltog i Uruguays trupp vid VM 1950 i Brasilien, men spelade ej några matcher under turneringen.

## Meriter
Uruguay
- Copa Río Branco 1946
- VM i fotboll: 1950